# Андрей Рафаиловский
Андрей Рафаиловский (ум. в 1820 году) — игумен Троицкого Рафаилова монастыря, святой Русской церкви, почитается в лике преподобных, память совершается (по юлианскому календарю) 14 марта (местное празднование) и 10 июня (Собор Сибирских святых).
Сведения о жизни игумена Андрея крайне скудны. Известно, что он много лет жил в Троицком Рафаиловом монастыре (село Рафаилово Исетского района Тюменской области) и был в нём настоятелем. В 1811 году он отказался от настоятельства и перешёл в Симонов монастырь в поисках уединения. Скончался в 1820 году в возрасте около 75 лет.
В 1984 году канонизирован как местночтимый святой в составе Собора Сибирских святых.